# Dům čp. 22 (Zlaté Hory)
Dům čp. 22 se nachází na náměstí Svobody ve Zlatých Horách v okrese Jeseník. Byl zapsán do Ústředního seznamu kulturních památek ČR před rokem 1988. a je součástí městské památkové zóny.

## Historie
Zlaté Hory, někdejší Cukmantel, zažily největší rozvoj v 16. století, kdy zde byla výnosná těžba zlata. V 17. století je město za třicetileté války vyrabováno Švédy a pak následovaly čarodějnické procesy. Mezi další postihy v průběhu století (16., 17. 18. a 19. století) byly požáry, povodně, různé epidemie, válečné útrapy a ve 20. století světové války. Pohromy se projevily ve schopnosti obyvatel se vzchopit a město obnovit. Výstavba měšťanských domů od jeho povýšení na město ve 14. století byla těmito událostmi poznamenána. Většina domů má středověký původ. Jádro zděných domů se nachází v centru města a mají rysy renesančního slohu. Další přestavby jsou v empírovém slohu, ve kterém se stavělo nebo přestavovalo ještě v 19. století. Ve 20. století byly stavby měněny v historizujícím, secesním, postsecesním i tradicionálním stylu, a také v socialistické architektuře. Po vybourání hradeb se k zachovalému historickému centru napojovaly okrajové části a město se začalo rozrůstat do šířky. V 19. století dochází k zasypání vodního koryta (1802), které procházelo náměstím, empírové přestavbě, vydláždění ulic (dláždění náměstí v roce 1833) a zavedení pouličního osvětlení (olejové lampy 1839). Na začátku 20. století vznikají lázně (1879) nová pohostinství, plynárna (1905) a je stavěna kanalizace, vodovod, elektrifikace (do roku 1914) a výstavba nových domů (1914). V šedesátých letech dochází k úpravě náměstí, bourání historických domů a stavbě unifikovaných staveb (panelových domů). V roce 1992 byla nad historickým jádrem Zlatých Hor vyhlášena městská památková rezervace, která zahrnuje domy na ulici Kostelní, Palackého, Polská a na náměstí Svobody.
Mezi domy památkové zóny patří měšťanský dům na náměstí Svobody čp. 22. Renesanční dům z třetí čtvrtiny 16. století byl empírově přestavěn v první polovině 20. století. Po požáru v roce 1887 byla postavena nová střecha. Před rokem 2016 byla provedena oprava střechy, střešního světlíku a obnovena fasáda.

## Popis
Dům je řadová zděná dvoupatrová stavba s původní dispozicí. Je postaven na půdorysu obdélníku, štítovou stranou je obrácena do ulice. Průčelí je tříosé, dělené kordonovou římsou. První patro má pásovou rustiku a ve středové ose je vchod se stlačeným obloukem s vyznačeným klenákem. Okna v prvním patře nasedají na parapetní římsu, pod okny zvýrazněná. Okna jsou v plochých šambránách s nadokenními přímými římsami s výplní. V druhém patře okna opět na parapetní římse v rámech. Na hlavní římsu nasedá rámovaný trojúhelníkový štít, v tympanonu je zazděné půlkruhové okno. Po stranách štítu jsou obelisky. V přízemí jsou zachovány křížové klenby, v bývalé černé kuchyni valená klenba s lunetami. Ve střední části je točité schodiště prosvětleno skleněným světlíkem umístěném v hřebeni střechy. V patře jsou stropy ploché.